# Tramway de Calcutta
 (novembre 2023).
Si vous disposez d'ouvrages ou d'articles de référence ou si vous connaissez des sites web de qualité traitant du thème abordé ici, merci de compléter l'article en donnant les références utiles à sa vérifiabilité et en les liant à la section « Notes et références ».
Le tramway de Calcutta est le réseau de tramways de la ville de Calcutta, en Inde. Créé en 1873 avec une première ligne avec voitures à traction hippomobile, il passa à la traction électrique dès 1902. Il comporte aujourd'hui (2014) 29 lignes, circulant sur un réseau de 62,7 km.

## Réseau actuel

### Aperçu général
Le réseau compte actuellement 29 lignes :
| Ligne | Trajet                         | Longueur |
| ----- | ------------------------------ | -------- |
| 1     | Esplanade – Belgatchia         | 7,3 km   |
| 2     | Belgatchia − BBD Bag           | 6,8 km   |
| 4     | BBD Bag – Belgatchia           | 6,9 km   |
| 5     | Esplanade – Shyambazar         | 5,1 km   |
| 6     | BBD Bag – Shyambazar           | 5,1 km   |
| 8     | BBD Bag – Bagbazar             | 5,1 km   |
| 10    | BBD Bag – Shyambazar           | 5,1 km   |
| 11    | Howrah Bridge – Belgatchia     | 6,9 km   |
| 12    | Gallif street − Esplanade      | 6,9 km   |
| 13    | Esplanade – Gallif Str.        | 6,9 km   |
| 14    | BBD Bag – Rajabazar            | 4,8 km   |
| 15/12 | Rajabazar − Howrah Bridge      | 4,8 km   |
| 16    | Bidhan Nagar − BBD Bag         | 8,1 km   |
| 17    | Bidhan Nagar − Esplanade       | 8,1 km   |
| 20    | Parkcircus − Howrah Bridge     | 7,8 km   |
| 21    | Parkcircus − Howrah Bridge     | 7,8 km   |
| 22    | BBD Bag – Parkcircus           | 7,8 km   |
| 20/17 | Parkcircus − Bidhan Nagar      | 8,3 km   |
| 24    | Ballygunge STN − BBD Bag       | 12,7 km  |
| 25    | Ballygunge STN – BBD Bag       | 8,6 km   |
| 26    | Ballygunge STN − Howrah Bridge | 10,4 km  |
| 27    | Ballygunge STN − Behala        | 9,1 km   |
| 29    | Tollygunge − BBD Bag           | 12,6 km  |
| 30    | Kalighat − Howrah Bridge       | 11,9 km  |
| 24/29 | Tollygunge − Ballygunge STN    | 5,5 km   |
| 35    | Behala − Esplanade             | 8,7 km   |
| 36    | Khidderpore − Esplanade        | 5 km     |
| 37    | Joka − Esplanade               | 14,8 km  |
| 20/12 | Parkcircus − Gallif Str.       | 7,9 km   |